# Liste der Ramsar-Gebiete in Madagaskar
Die Ramsar-Gebiete in Madagaskar sind nach der 1971 beschlossenen Ramsar-Konvention besondere Schutzzonen für natürliche Feuchtgebiete auf dem Territorium des Landes. Sie besitzen gemäß diesem völkerrechtlichen Vertrag eine hohe Bedeutung und dienen insbesondere dem Erhalt der Lebensräume von Wasser- und Watvögeln. In Madagaskar sind diese Bestimmungen mit Wirkung vom 3. Mai 2013 in Kraft getreten.
In Madagaskar existieren 21 Ramsar-Gebiete mit einer Gesamtfläche von 2.147.911 Hektar (Stand 2021).

## Liste der Ramsar-Gebiete von Madagaskar
Quellen:
| Name des Gebiets                                                   | Bild            | Lage                                                                | Koordinaten                      | Größe in ha | Ausweisungs- Datum | Bemerkungen |
| ------------------------------------------------------------------ | --------------- | ------------------------------------------------------------------- | -------------------------------- | ----------- | ------------------ | --- |
| Barrière de Corail Nosy Ve Androka (Nosy Ve-Androka National Park) | Bild gesucht BW | Region Atsimo-Andrefana, Distrikte Toliara II und Ampanihy          | 25° 10′ 21,4″ S, 44° 9′ 4,7″ O   | 91.445      | 2. Februar 2017    | nationaler Status: Nationalpark (Parc National Marin) Das Schutzgebiet besteht aus 8 Einzelbereichen entlang der Südwestküste, die Korallenriffe sowie Meereszonen mit Untiefen und Stränden umfassen. |
| Complexe des lacs Ambondro et Sirave (CLAS)                        |                 | Region Menabe                                                       | 20° 46′ 28,9″ S, 43° 59′ 41,3″ O | 14.481,5    | 2. Februar 2015    | nationaler Status: Nationalpark Das Schutzgebiet ist sehr vielgestaltig. Es wechseln sich Dünenlandschaften mit Seen, Mangrovenwälder und Sümpfen sowie von Gezeiteneinwirkungen beeinflusstes Marschland ab. Hier befindet sich der größte Mangrovenwald der Region. |
| Complexe des lacs de Manambolomaty                                 | Bild gesucht BW | Region Melaky                                                       | 19° 1′ 15,6″ S, 44° 25′ 30,7″ O  | 7491        | 25. September 1998 | nationaler Status: Teil des Tsimembo-Manambolomaty-Schutzgebietes Das Schutzgebiet umfasst die Landschaften von vier Seen (Ankerika, Soamalipo, Befotaka und Anerika) und ein Teilgebiet des Manambolomaty-Waldes. |
| Complexe des Zones Humides de Bemanevika                           | Bild gesucht BW | Region Sofia                                                        | 14° 20′ 20″ S, 48° 35′ 1″ O      | 10.000      | 2. Februar 2017    | nationaler Status: keiner Das Schutzgebiet umfasst Bereiche mit tropischem Bergregenwald, Grasland, ferner Seen, Wasserläufe und Sümpfe. |
| Iles Barren (Nosy Barren)                                          | Bild gesucht BW | Region Melaky: Distrikte Maintirano und Antsalova                   | 18° 33′ 41,8″ S, 43° 53′ 20,4″ O | 463.200     | 22. Mai 2017       | nationaler Status: keiner Das Schutzgebiet erstreckt sich in einem Archipel südwestlich der Küstenstadt Maintirano im Kanal von Mosambik. Es besteht aus einem großen Riffsystem, wo Landschaftsbereiche mit Küstendünen und ihren Trockenwäldern, ferner Mangrovenwälder, Marschland vorkommen. |
| Lac Kinkony                                                        |                 | Region Boeny                                                        | 16° 8′ 19,7″ S, 45° 50′ 13,2″ O  | 12.800      | 15. September 2011 | nationaler Status: keiner Das Schutzgebiet umfasst einen Binnensee im Mahavavy-Becken mit einer Schilfrohrzone (Phragmites mauritianus), in dessen Bereich von Einwohnern Reisanbau und Fischerei betrieben wird. |
| Lac Sofia                                                          | Bild gesucht BW | Region Sofia                                                        | 14° 35′ 35,2″ S, 49° 0′ 25,2″ O  | 1650        | 22. Mai 2017       | nationaler Status: keiner Das Schutzgebiet besteht aus einem See mit Sumpfarealen, die von Zypergräsern gekennzeichnet sind, sowie größeren und kleineren Wasserläufen im Zufluss- und Ablaufbereich des Sees. |
| Le Lac Alaotra: Les Zones Humides et Bassins Versants              |                 | Region Alaotra-Mangoro                                              | 17° 33′ 53,3″ S, 48° 21′ 40″ O   | 722.500     | 9. September 2003  | nationaler Status: keiner Das Schutzgebiet umfasst vier Wasserläufe mit ihren Feuchtgebieten im östlichen Madagaskar: Sahabe, Sasomanga, Sahamaloto und Anony. Deren Einzugsgebiete werden über den Maningory in den Indischen Ozean entwässert. |
| Mangroves de la Baie d’Ambaro                                      | Bild gesucht BW | Region Diana                                                        | 13° 15′ 5,4″ S, 48° 49′ 51,6″ O  | 54.000      | 20. August 2020    | nationaler Status: keiner Die Ambaro-Bucht bildet einen Teil der Nordwestküste von Madagaskar an der Straße von Mosambik. Sie liegt zwischen der Insel Nosy Faly und dem Küstenort Port St Louis. |
| Mangroves de Tsiribihina                                           |                 | Region Menabe, bei Belo sur Tsiribihina                             | 19° 43′ 54,5″ S, 44° 26′ 51,4″ O | 47.218      | 22. Mai 2017       | nationaler Status: keiner Das Schutzgebiet erstreckt sich beiderseits der Mündung des Tsiribihina-Flusses entlang der Küste. Es herrschen Lagunen, Sandbänke, Salzmarschen, Sümpfe und trockenes Land vor sowie ein großer Mangrovenwald. |
| Marais de Torotorofotsy avec leurs bassins versants                |                 | Region Alaotra-Mangoro                                              | 18° 52′ 48″ S, 48° 21′ 30,2″ O   | 9993        | 2. Februar 2005    | nationaler Status: keiner Das Schutzgebiet besteht überwiegend aus dem Torotorofotsy-Marschland mit den Flussläufen Mokaranana, Ankahelava und Ambasimbavy. Die Landschaft ist von Schwemmland und temporären Feuchtgebieten geprägt. Abschnittsweise wird sie von den Anwohnern zum Reisanbau genutzt. |
| Parc de Tsarasaotra                                                |                 | Region Analamanga, Antananarivo                                     | 18° 52′ 2″ S, 47° 31′ 9,8″ O     | 10,4        | 9. Mai 2005        | nationaler Status: privater Naturpark, der öffentlich zugänglich ist Das Schutzgebiet liegt am nördlichen Stadtrand von Antananarivo. Es besteht aus einem See und einer kleinen Insel sowie den Uferzonen. Am Seeufer gibt es Überschwemmungsgebiete und Waldareale. |
| Parc national Tsimanampesotse                                      |                 | Region Atsimo-Andrefana                                             | 24° 10′ 48,4″ S, 43° 48′ 51,1″ O | 203.740     | 25. September 1998 | nationaler Status: Nationalpark Im Naturschutzgebiet liegt ein flacher Salzsee mit offener Wasserfläche und Schlammarealen, die von halophytischen Pflanzen bewachsen sind sowie ausgedehnte Kolonien des Madagaskar-Zwergtauchers. |
| Rivière Nosivolo et affluents                                      | Bild gesucht BW | Region Atsinanana: Distrikte Marolambo und Mahanoro                 | 20° 8′ 17,2″ S, 48° 4′ 29,3″ O   | 358.511     | 17. September 2010 | nationaler Status: keiner Das Schutzgebiet erstreckt sich auf etwa 130 Kilometer entlang des Nosivololaufes mit einer Fläche von 3600 km² in seinem Einzugsgebiet. Die geschützten Feuchtgebiete bestehen aus Fließgewässern und Inseln, Seen und Sümpfen. Ferner gibt es hier Restbestände ursprünglicher Regenwälder, stark fragmentierter Galeriewälder, eine Sekundärvegetation (Savoka) auf Rodungen und bewässerte Anbauflächen. |
| Site Bioculturel d’Antrema                                         | Bild gesucht BW | Region Boeny                                                        | 15° 47′ 10,7″ S, 46° 9′ 5,4″ O   | 20.620      | 2. Februar 2017    | nationaler Status: keiner Im Schutzgebiet befinden sich Seen und Wasserläufe mit schwankenden Pegelständen, Flussmündungen und Gezeitenzonen sowie Mangrovengebiete entlang der Nordwestküste Madagaskars. Hier leben 220 in Madagaskar heimische Pflanzenarten. |
| Zone Humide de Mandrozo                                            | Bild gesucht BW | Region Melaky                                                       | 17° 32′ 30,8″ S, 44° 5′ 37″ O    | 15.145      | 5. Juni 2012       | nationaler Status: keiner |
| Zones Humides Ankarafantsika (CLSA) Nationalpark Ankarafantsika    |                 | Region Boeny                                                        | 16° 15′ 19,8″ S, 46° 51′ 43,9″ O | 33.145      | 2. Februar 2017    | nationaler Status: Nationalpark Das Schutzgebiet besteht aus zwei voneinander getrennt liegenden Zonen innerhalb des Nationalparks. Es besteht aus einem System von sechs Seen mit den Flüssen und Sümpfen, die von Raphia-Palmen geprägt sind. Das Umland der Seen ist mit dichten Trockenwäldern bewachsen. |
| Zones humides d'Ambondrobe                                         | Bild gesucht BW | Region Menabe                                                       | 19° 18′ 5,8″ S, 44° 32′ 33,7″ O  | 13.000      | 22. Mai 2017       | nationaler Status: keiner Das Schutzgebiet umfasst Seen und Fließgewässer mit wechselnden Wasserständen sowie Flussmündungen, Gezeitenzonen und Mangrovengebiete. |
| Zones humides de Bedo                                              | Bild gesucht BW | Region Menabe                                                       | 19° 56′ 14,6″ S, 44° 33′ 0″ O    | 1962        | 12. Mai 2007       | nationaler Status: keiner Das Schutzgebiet befindet sich am Westrand der Marandravy- und Analabe-Wälder in einem Gebiet zwischen den Flüssen Morondava und Tsiribihina. |
| Zones humides de l’Onilahy                                         |                 | Region Atsimo-Andrefana                                             | 23° 31′ 4,4″ S, 44° 2′ 52,1″ O   | 42.950      | 22. Mai 2017       | nationaler Status: keiner Das Schutzgebiet erstreckt sich in einer 75 km langen Zone am Unterlauf des Onilahy. Dazu gehören auch die angrenzenden Täler mit den Fließgewässern, Seen, Sümpfen und Mooren. An beiden Ufern des Onilahy befinden sich Galeriewälder des Belomotra- und Mahafaly-Plateaus. |
| Zones Humides de Sahamalaza                                        | Bild gesucht BW | Region Sofia: Distrikt Analalava und Region Diana: Distrikt Ambanja | 14° 12′ 9″ S, 47° 58′ 28,2″ O    | 24.049      | 2. Februar 2017    | nationaler Status: mariner Nationalpark Das Schutzgebiet setzt sich aus mehreren Küsten- und Meeresabschnitten mit den Mündungen der Flüsse Maetsamalaza, Berondra und Manambaro zusammen, die zwischen der Halbinsel Sahamalaza und der Küste Maromandias liegen. |